# Euclysia abaria
Euclysia abaria är en fjärilsart som beskrevs av Charles Oberthür 1911. Euclysia abaria ingår i släktet Euclysia och familjen mätare. Inga underarter finns listade i Catalogue of Life.